# Kanton Poperinge
Kanton Poperinge is een kanton in de Belgische provincie West-Vlaanderen en het arrondissement Ieper. Het is de bestuurslaag boven die van de desbetreffende gemeenten, tevens is het een gerechtelijk niveau waarbinnen een vredegerecht georganiseerd wordt dat bevoegd is voor de deelnemende gemeenten. Beide types kanton beslaan niet noodzakelijk hetzelfde territorium.

## Gerechtelijk kanton Poperinge
Poperinge is een gerechtelijk kanton met zetels in Ieper en Poperinge dat een vredegerecht inricht en gelegen is in het gerechtelijk arrondissement West-Vlaanderen..
Dit gerechtelijk kanton is bevoegd voor de steden Poperinge en Mesen en de gemeenten Heuvelland, Houthulst en Vleteren.
Vroeger had het kanton ook een zetel in Ieper. 
De vrederechter is bevoegd bij gezinsconflicten, onderhoudsgeschillen, voogdij, voorlopige bewindvoering, mede-eigendommen, appartementseigendom, burenhinder ...
| Gebied           | Europese Unie    | België           | België           | België           | België           | Gent           | West-Vlaanderen | West-Vlaanderen             | West-Vlaanderen             | Ieper 2                         |                                 |                                 |                                 |
| Sociaal recht    | Hof van Justitie | Hof van Cassatie | Hof van Cassatie | Hof van Cassatie | Hof van Cassatie | Arbeidshof     | Arbeidshof      | Arbeidsrechtbank            | Arbeidsrechtbank            | Arbeidsrechtbank                | Arbeidsrechtbank                | Arbeidsrechtbank                |                                 |
| Handelsrecht     | Hof van Justitie | Hof van Cassatie | Hof van Cassatie | Hof van Cassatie | Hof van Cassatie | Hof van Beroep | Hof van Beroep  | Rechtbank van Koophandel    | Rechtbank van Koophandel    | Vredegerecht                    | Vredegerecht                    | Vredegerecht                    |                                 |
| Burgerlijk recht | Hof van Justitie | Hof van Cassatie | Hof van Cassatie | Hof van Cassatie | Hof van Cassatie | Hof van Beroep | Hof van Beroep  | Rechtbank van eerste aanleg | Rechtbank van eerste aanleg | Vredegerecht / Politierechtbank | Vredegerecht / Politierechtbank | Vredegerecht / Politierechtbank | Vredegerecht / Politierechtbank |
| Strafrecht       | Hof van Justitie | Hof van Cassatie | Hof van Cassatie | Hof van Cassatie | Hof van Cassatie | Hof van Beroep | Assisenhof      | Rechtbank van eerste aanleg | Rechtbank van eerste aanleg | Vredegerecht / Politierechtbank | Vredegerecht / Politierechtbank | Vredegerecht / Politierechtbank | Vredegerecht / Politierechtbank |

## Kieskanton Poperinge
Het kieskanton Poperinge ligt in het provinciedistrict Ieper, het kiesarrondissement Kortrijk-Ieper en de kieskring West-Vlaanderen. Het omvat enkel de gemeente Poperinge en bestaat uit 8 stembureaus.

### Structuur
| Poperinge        | Poperinge        | Supranationaal         | Nationaal                         | Nationaal                 | Gemeenschap               | Gewest                    | Provincie                 | Arrondissement  | Provinciedistrict | Kanton          | Gemeente        | District         |
| ---------------- | ---------------- | ---------------------- | --------------------------------- | ------------------------- | ------------------------- | ------------------------- | ------------------------- | --------------- | ----------------- | --------------- | --------------- | ---------------- |
| Administratief   | Niveau           | Europese Unie          | België                            | België                    | Vlaanderen                | Vlaanderen                | West-Vlaanderen           | Ieper           | Ieper             | Ieper           | Poperinge       | -                |
| Administratief   | Bestuur          | Europese Commissie     | Belgische regering                | Belgische regering        | Vlaamse regering          | Vlaamse regering          | Deputatie                 | Deputatie       | Deputatie         | Deputatie       | Gemeentebestuur | Districtscollege |
| Administratief   | Raad             | Europees Parlement     | Kamer van volksvertegenwoordigers | Vlaams Parlement          | Vlaams Parlement          | Vlaams Parlement          | Provincieraad             | Provincieraad   | Provincieraad     | Provincieraad   | Gemeenteraad    | Districtsraad    |
| Kiesomschrijving | Kiesomschrijving | Nederlands Kiescollege | Kieskring West-Vlaanderen         | Kieskring West-Vlaanderen | Kieskring West-Vlaanderen | Kieskring West-Vlaanderen | Kieskring West-Vlaanderen | Kortrijk-Ieper  | Ieper             | Poperinge       | Poperinge       | -                |
| Verkiezing       | Verkiezing       | Europese               | Federale                          | Federale                  | Vlaamse                   | Vlaamse                   | Provincieraads-           | Provincieraads- | Provincieraads-   | Provincieraads- | Gemeenteraads-  | Districtsraads-  |